# Der deutsche Vorentscheid 2006 – 50 Jahre Grand Prix
Die deutsche Vorausscheidung zum Eurovision Song Contest 2006 fand am 9. März 2006 innerhalb der Galasendung Der deutsche Vorentscheid 2006 – 50 Jahre Grand Prix im Deutschen Schauspielhaus in Hamburg statt. An ihr nahmen im Gegensatz zu den vergangenen Jahren nur drei Interpreten teil.

## Teilnehmer
Die vom NDR nominierten Teilnehmer und ihre Lieder waren:
| Platz | Startnr. | Interpret       | Coversong (Originalinterpret)             | Lied Musik (M) und Text (T)                                                             | Zuschauerstimmen (Televoting) |
| ----- | -------- | --------------- | ----------------------------------------- | --------------------------------------------------------------------------------------- | ----------------------------- |
| 1.    | 2        | Texas Lightning | Waterloo (ABBA)                           | No No Never M/T: Jane Comerford                                                         | 365.361                       |
| 2.    | 1        | Thomas Anders   | Nel blu dipinto di blu (Domenico Modugno) | Songs That Live Forever M: Achim Brochhausen, Thomas Anders, Lukas Hilbert; T: Ina Wolf | 216.457                       |
| 3.    | 3        | Vicky Leandros  | Après toi (Vicky Leandros)                | Don’t Break My Heart M: Vicky Leandros; T: Alex Geringas                                | 213.139                       |

Die Fernsehzuschauern wählten Texas Lightning zum deutschen Teilnehmer des 51. Eurovision Song Contest. Die Platzierung der beiden Unterlegenen wurde nicht veröffentlicht. Im Finale des ESC im Mai in Athen belegten Texas Lightning den 14. Platz von 24 Teilnehmern.

## Gäste
Gäste auf der Couch waren Dirk Bach, Georg Uecker, Lucy Diakovska und Joy Fleming. Auftritte hatten der Moderator der deutschen Vorentscheidungen 1989–1991 Hape Kerkeling sowie die deutschen ESC-Teilnehmerinnen Lou, Mary Roos, Corinna May, Michelle und Ingrid Peters.
Außerdem traten in der Abstimmungspause die ESC-Gewinner Brotherhood of Man, Dana International und die Olsen Brothers auf. Ehrengast der Veranstaltung war die Gewinnerin des ersten ESC 1956 Lys Assia, die auch den Gewinner des Abends verkünden durfte.

## Technikprobleme
Beklagt wurden vor allem seitens der unterlegenen Kandidatin Vicky Leandros die technischen Probleme während der Veranstaltung. Da ihr Monitor (Lautsprecher im Ohr, der den auf der Bühne ansonsten nicht zu verstehenden Gesang überträgt) während ihres Auftritts ausgefallen war, konnte sie ihr Stimmpotenzial nicht ausnutzen. Sie berichtete gegenüber der Bild-Zeitung zwei Tage nach ihrem Auftritt: „Ich hörte die Musik und mich selbst nur abgehackt. Das hat mich angestrengt. Ich habe im Blindflug gesungen.“
Bei Thomas Anders funktionierte das Halb-Playback seines Titels erst beim dritten Ansatz. Er konnte den auch für die Zuschauer offensichtlich nicht an ihm liegenden Fehler mit Humor tragen und bot nach dem zweiten Fehlstart mit einem Augenzwinkern an, statt mit Musikbegleitung vom Band doch besser a cappella zu singen.